# روب سنكلير (لاعب كرة قدم)
روب سنكلير (بالإنجليزية: Rob Sinclair)‏ هو لاعب كرة قدم بريطاني، ولد في 9 أبريل 1974 في غرينتش في المملكة المتحدة. لعب مع ماديستون يونايتد ‏.